# Rectorshuis (Jezus-Eik)

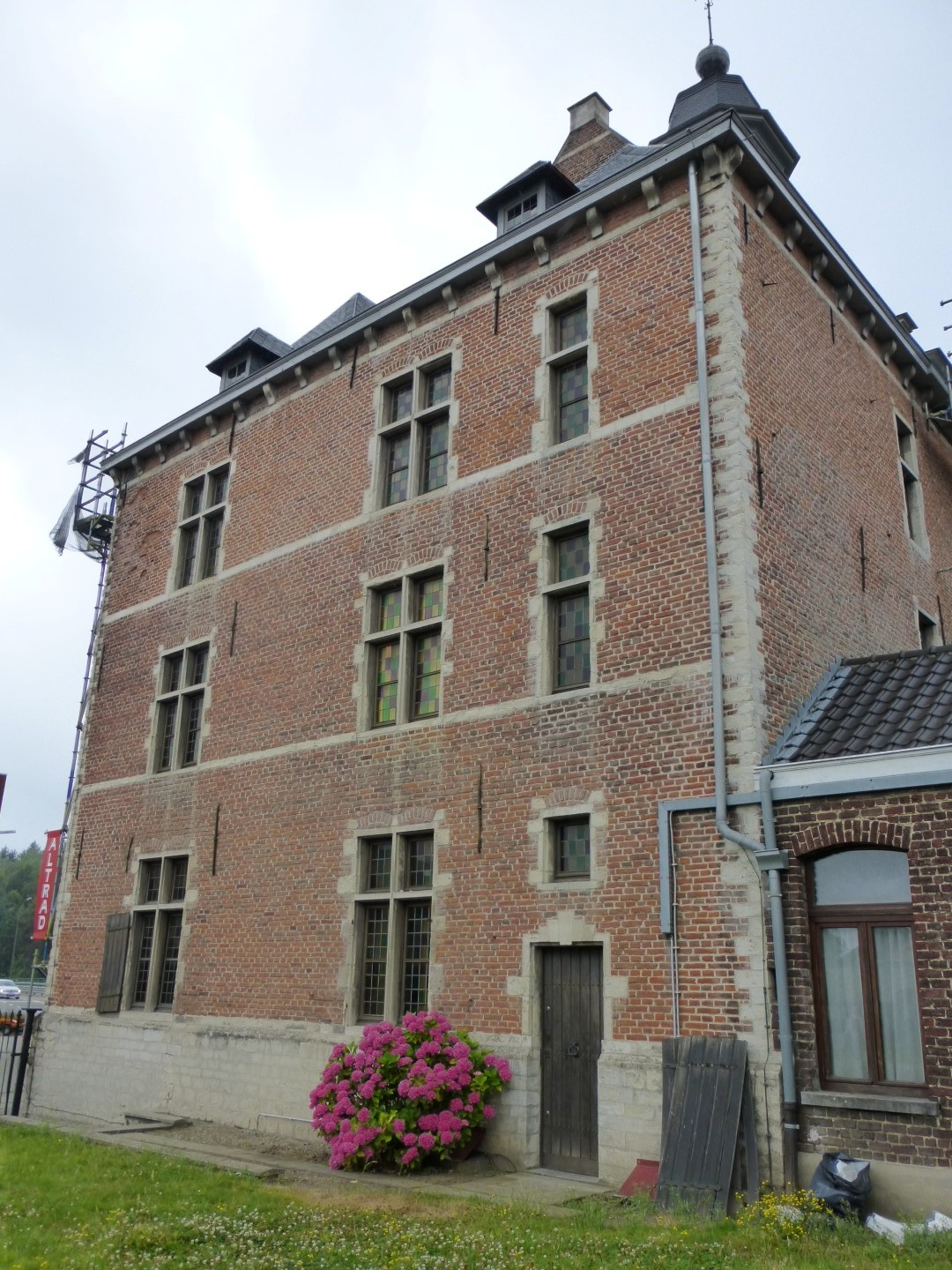
Rectorshuis

Het Rectorshuis is een pastorie in de tot de Vlaams-Brabantse gemeente Overijse behorende plaats Jezus-Eik, gelegen aan de Brusselsesteenweg 634.

## Geschiedenis
Het Rectorshuis werd tegelijk met de Onze-Lieve-Vrouwekerk gebouwd te Jezus-Eik, dat toen nog op een afgelegen plaats in het Zoniënwoud lag. De bouw begon in 1650 en in 1667 werd nog een extra verdieping aangebracht. Begin 20e eeuw werd een aanbouw opgericht.
In de ommuurde pastorietuin werd later het Mariahof gebouwd. Een deel van de tuin is toegankelijk via een poort van 1730.